# Roccasecca
Roccasecca är en stad och kommun i provinsen Frosinone, i regionen Lazio, Italien. Kommunen hade 7 408 invånare (2018) och gränsar till kommunerna Castrocielo, Colfelice, Colle San Magno, Pontecorvo, Rocca d'Arce, San Giovanni Incarico och Santopadre. Staden är mest känd för att vara Thomas av Aquinos födelseort.